# Губенко Тихон Павлович
Губенко Тихон Павлович (нар. 26 серпня 1896, Конотоп, Сумська область — 8 квітня 1971) — український вчений ,  заслужений діяч науки і техніки, видатний вчений в галузі електричних машин і електроприводу, доктор технічних наук, завідувач кафедри електричних машин Національного університету «Львівська політехніка».

## Біографія
Т. П. Губенко народився 26 серпня 1896 року у м. Конотопі Сумської області в українській родині, де цінувалась любов до праці, рідної землі, справедливість, щирість, високе почуття обов'язку та народні традиції.
У 1913 р. закінчив Конотопське комерційне училище, в наступному році вступив на електромеханічне відділення Петроградського політехнічного інституту, але у зв'язку з призовом в армію у 1916 р. перервав навчання. Після повернення з армії навчався у Київському політехнічному інституті на електротехнічному факультеті (1922 —1927 рр.).
З 1932 р. завідував кафедрою електрообладнання промислових підприємств, а через три роки виконував обов'язки професора у Харківському електротехнічному інституті. Паралельно він працював в Електропромі, де керував проектуванням електрообладнання нових гігантів соціалістичної індустрії — прокатних станів «Запоріжсталі» і металургійних заводів Донбасу.
З 1938 р. Т. Губенко призначений завідувачем кафедри промислового використання електричної енергії у Середньоазіатському індустріальному інституті в Ташкенті. Тут він займався питаннями регулювання і зупинки електричних двигунів. Ця робота в подальшому зайняла центральне місце в його науковій діяльності.
У 1947 р. Т. Губенко приїхав до Львова і з того часу безсумнівно працював у Львівському політехнічному інституті на посаді завідувача кафедри електричних машин. Предтечею кафедри електричних машин у Львівській політехнічній школі була кафедра електротехнічних конструкцій, заснована в листопаді 1906 р., а в 1928 р. на механічному факультеті створено нову кафедру «Електричні машини». По-справжньому кафедра почала зростати з 1947 року, коли її очолив видатний вчений у галузі електричних машин і електроприводу заслужений діяч науки і техніки Узбецької РСР, доктор технічних наук, професор Тихон Павлович Губенко — талановитий педагог, інтелектуал, який добре володів п'ятьма мовами, інтелігент і гуманіст, вихователь інженерних і викладацьких електротехнічних кадрів високої кваліфікації, в тому числі українських національних.
18 березня 1949 р. відбувся захист кандидатської дисертації на тему «Динамічне гальмування індукційних машин». У своїй дисертаційній роботі Тихон Павлович дав струнку узагальнену теорію векторних і кругових діаграм індукційної машини, глибоку і здорову критику ряду робіт по динамічному гальмуванню і запропонував свої методи, які б дозволили будувати кругові діаграми насичених машин, швидко і досить точно визначати гальмівні моменти та час гальмування.
У 1950 р. Т. Губенко був затверджений професором кафедри «Електричні машини». Після захисту докторської дисертації у 1955 р. йому присвоєно вчений ступінь доктора технічних наук. А в період з 1956 до 1959 рр. професор займав посаду декана енергетичного факультету, очолював лабораторію автоматизованого електроприводу машинознавства і автоматики АН УРСР та завідував лабораторією автоматизованого електроприводу ЛПІ, яка зробила значний внесок в автоматизацію процесів буріння і нафтодобування.
З 1957 р. Т. Губенко очолив Вчену раду, що приймала до захисту кандидатські та докторські дисертації з електротехнічних спеціальностей. Ця Рада була одним із загальносоюзних центрів підготовки та атестації наукових кадрів. Тут захищали дисертації вчені з України, Білорусі, Азербайджану, Вірменії, Молдавії, Литви, Латвії, Естонії.
8 квітня 1971 р. після важкої хвороби на сімдесят п'ятому році життя помер видатний учений і педагог професор Тихон Павлович Губенко.

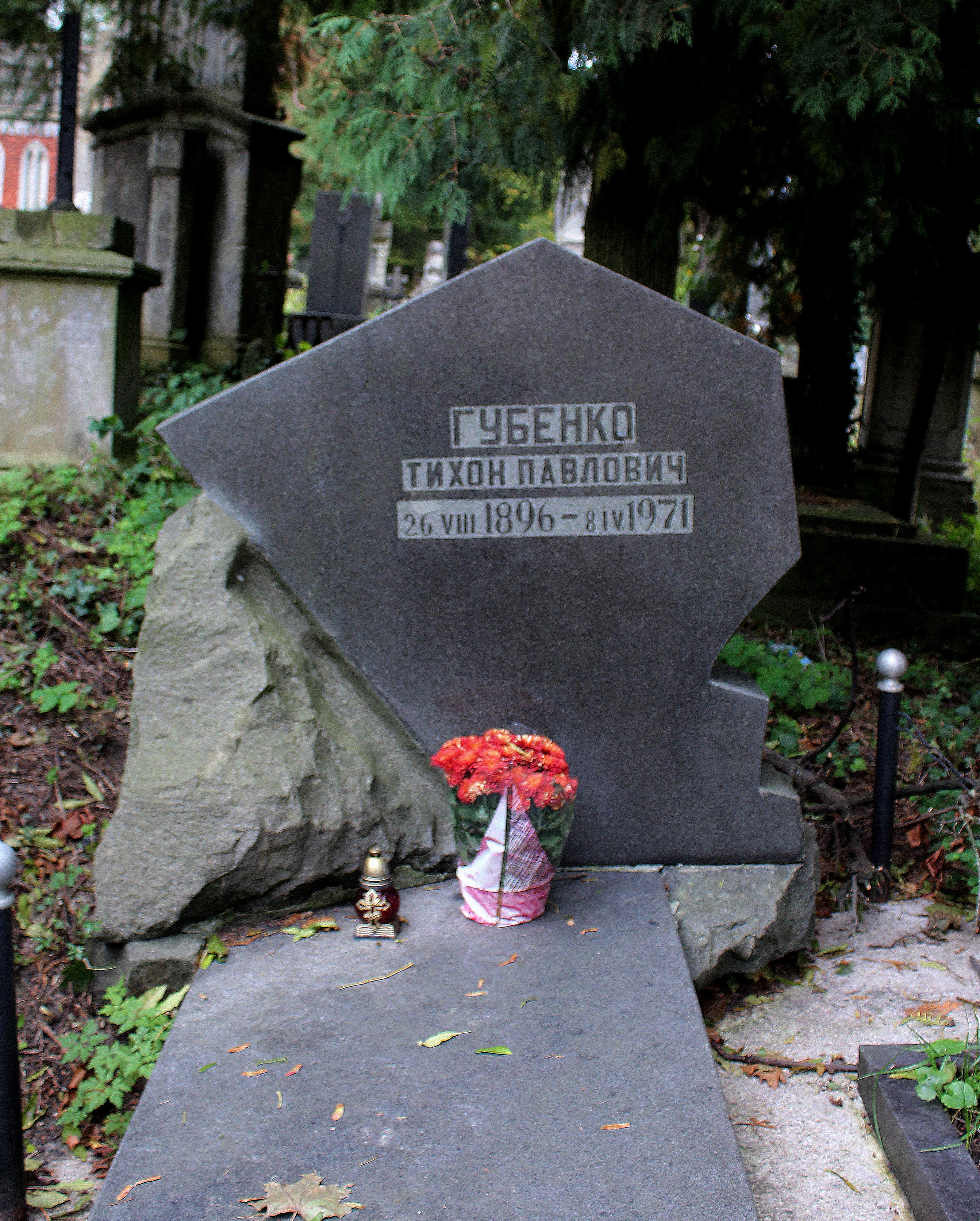

Поховали вченого на 6 полі Личаківського цвинтаря.

## Професійна діяльність
Наукова діяльність видатного професора у Львові була продовженням робіт, розпочатих ще за межами України. Це стосується, зокрема, й наукових інтересів професора в галузі автоматизації нафтової промисловості, адже в той час Прикарпаття було одним із основних джерел енергоносіїв Радянського Союзу. Відомими були такі газопроводи, як: Дашава-Київ, Дашава-Москва, Дашава-Мінськ, Дашава-Ленінград. Вони сприяли газифікації Європейської частини СРСР.
Т. Губенко та його наукова школа на початку 50-х років розробили теорію, яка дала вичерпні відповіді на низку проблем динаміки систем автоматичного регулювання з розподіленими параметрами, що дозволило здійснити їх практичну реалізацію. Але основним напрямом наукових досліджень кафедри в цей час стають електричні машини. Розроблялась теорія індукційних машин з високим ступенем використання активних матеріалів. Значним досягненням в теорії індукційних машин були роботи з дослідження несиметричних режимів, які значною мірою дали розв'язок даної проблеми та відкрили дорогу до практичного застосування цих режимів у приводах різноманітних механізмів.
До наукових досліджень залучались талановиті студенти й аспіранти. В аспірантурі професора Губенка у Львівській політехніці та у Львівській філії АН УРСР постійно навчались 5—6 аспірантів. Вихована ним наукова школа нараховує понад 25 кандидатів наук, з яких ціла низка стала надалі докторами наук, зокрема, П. Бразаускас, Р. Фільц, В. Фокін, В. Чабан, Л. Глухівський, М. Яцун, Ю. Чучман, В. Маляр.
Значним кроком у розвитку теорії електричних машин була розробка математичної теорії електромеханічних перетворювачів з нелінійними електромагнітними зв'язками, започаткована Т. Губенком й розвинена у працях Р. Фільца та Л. Глухівського.
Авторитет науки, що розвивалася під егідою професора Т. Губенка, високий рівень спеціалістів-випускників кафедри, сприяли створенню у Львівській політехніці електромеханічного факультету, організованого у 1962 р. особистими зусиллями професора. Він був його першим деканом.

## Праці вченого
- Выбор маховика и построение нагрузочных диаграмм для группы Леонарда-Ильгнера [Архівовано 20 грудня 2016 у Wayback Machine.]
- Нахождение мощностей двигателей для механизмов с кривошипной передачей [Архівовано 20 грудня 2016 у Wayback Machine.]
- Вопросы теории и регулирования электрических машин: [сб. ст.] / [отв. ред. Т. П. Губенко] ; Львовский политехн. ин-т. — Львов: Изд-во Львов. ун-та, 1963.
- Новая векторная диаграмма синхронный машин: докл. Львов. политехн. ин-та. — Львов, 1957. — Т. 2, вып. 1.
- Специальный курс электрических машин: учеб. пособие для студентов специальности «Электрические машины и аппараты» / Т. П. Губенко, Р. Г. Федан ; МВ ССО УССР, Львов. политехн. ин-т. — Львов: [б. и.], 1971. — 155 с. ил.